# Parque nacional del Juruena
El parque nacional de Juruena es una unidad de conservación brasilera de protección integral de la naturaleza ubicada en los estados de Mato Grosso y Amazonas. Su territorio comprende los municipios de Apiacás, Apuí, Colniza, Cotriguaçu, Maués y Nova Bandeirantes. El parque fue creado con el objetivo de proteger la diversidad biológica de la región de los cauces inferiores de los ríos Juruena y Teles Pires y el alto del río Tapajós, sus paisajes naturales y los valores abióticos asociados.
La región es una zona de transición entre el bioma amazónico y las formaciones xeromórficas del bioma del Cerrado. El parque tiene 22,771 hectáreas de agua y 1,934,229 hectáreas de diferentes tipos de vegetación. 53.4% es selva tropical densa o abierta, y 36.35% consiste de áreas de contacto o enclaves de selva tropical con otras formaciones como sabana boscosa o de parque. El resto de la tierra contiene bosque semicaduco o vegetación perturbada. Aunque existe controversia sobre la clasificación, las áreas no forestales se parecen a las formaciones Campinarana.

## Historia
El parque fue creado mediante un decreto emitido por la Presidencia de Brasil en 2006. En el momento de su creación el decreto le asignaba una superficie de 1957000 ha, un poco menos que la superficie del estado de Israel. El parque Juruena es administrado por el Instituto Chico Mendes de Conservação da Biodiversidade (ICMBio).

## Caracterización de la zona

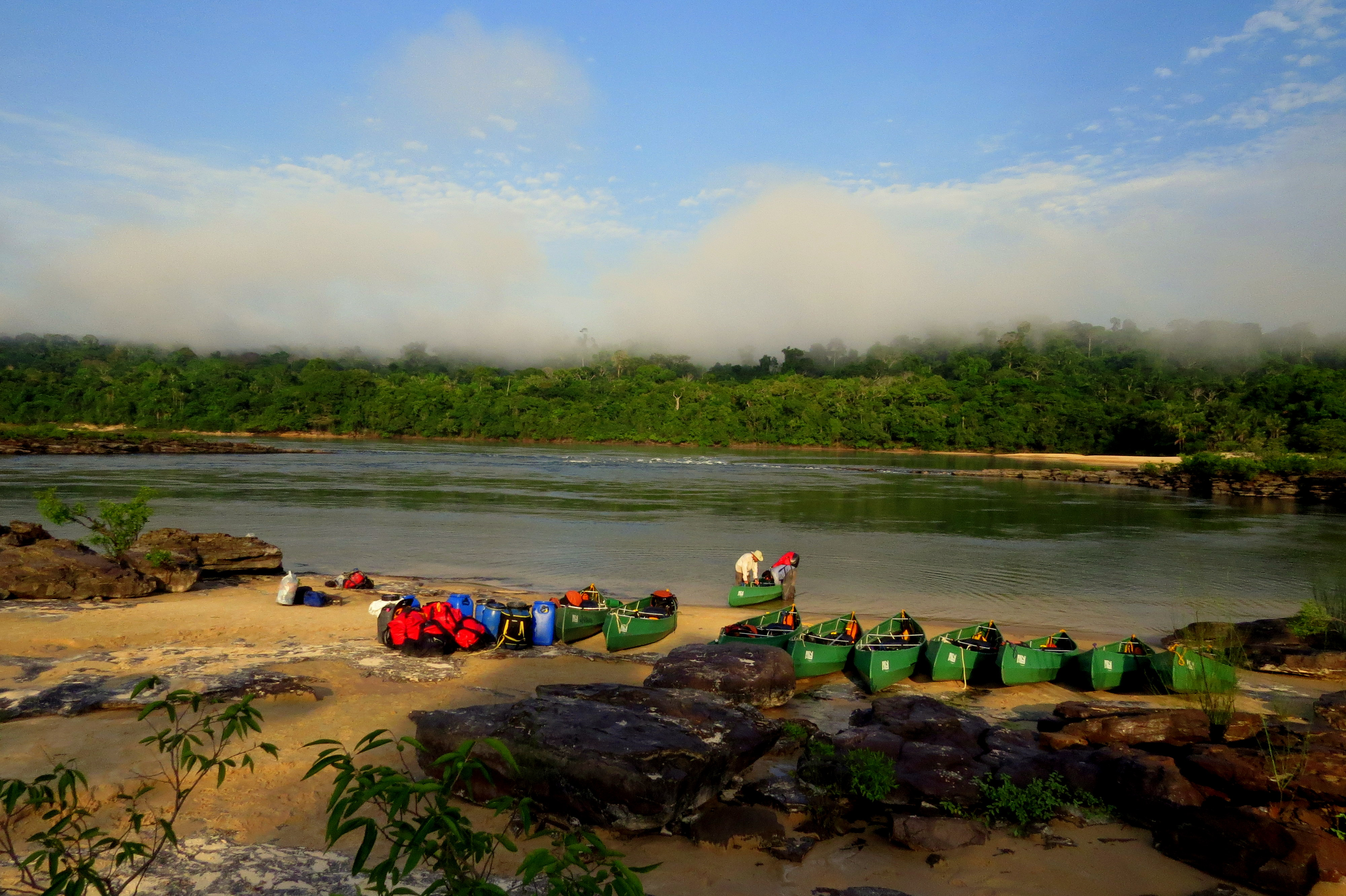
Camping en el Parque Nacional Juruena.

El  parque abarca 195,752,671 ha, incluyendo las islas del río Teles Pires. Unas 1181154 ha (60% del área total) del parque se encuentran en el estado de Mato Grosso, distribuido en los municipios de Apiacás (971935 ha el 50% del área del parque), Cotriguaçu y Nova Bandeirantes. El resto del (40%) está ubicado en el estado de Amazonas, distribuido en los municipios de Apuí y Maués.
Juruena está localizado en una zona considerada una de las principales fronteras de deforestación de la región del Amazonas. Además de la deforestación, la zona es objeto de constantes actos de apropiación ilegal de tierras y padece los impactos de emprendimientos de agropecuarios y acciones de pesca deportiva no controlada,  extracción de minerales por mineros artesanales terrestres y dragas fluviales. Tales iniciativas han causado significativos impactos ambientales sobre el parque de Juruena, siendo imprescindible ejercer acciones de fiscalización y de embargo de tales emprendimientos.